# NGC 5247
NGC 5247 is een balkspiraalstelsel in het sterrenbeeld Maagd. Het hemelobject ligt 50 miljoen lichtjaar van de Aarde verwijderd en werd op 7 februari 1785 ontdekt door de Duits-Britse astronoom William Herschel.

## Synoniemen
- ESO 577-14
- MCG -3-35-11
- UGCA 368
- IRAS 13353-1737
- PGC 48171